# Leuca
Leuca (grec antic: Λευκά) va ser una ciutat de l'antiga Calàbria (moderna Pulla) prop del Cap Iapigi, situada en una petita badia a la part occidental.
Hi ha les restes d'una antiga església (Santa Maria di Leuca) i el lloc és conegut com a Madonna di Finisterra, per la seva situació a l'extrem de la península Itàlica. El cap Iapigi també és anomenat Cap de Leuca. Probablement mai va arribar a la categoria de municipi.
La llegenda que transmet Estrabó deia que els habitants de Leuca mostraven una font d'aigües fètides i explicaven que sortien de les ferides dels gegants leuternis expulsats per Hèrcules de les planes de Flegra, i per això el districte s'anomenà també Leutèrnia.